# Alessandro d'Avenia
Œuvres principales
- Blanche comme le lait, rouge comme le sang

Alessandro d'Avenia est un écrivain, enseignant et scénariste italien né le 2 mai 1977. Il a  écrit Blanche comme le lait, rouge comme le sang . Il a aussi été scénariste du film Bianca come il latte, rossa come il sangue.

## Romans
- Blanche comme le lait, rouge comme le sang (2010)

## Scénari
- Bianca come il latte, rossa come il sangue (2013)